# China Motor Corporation

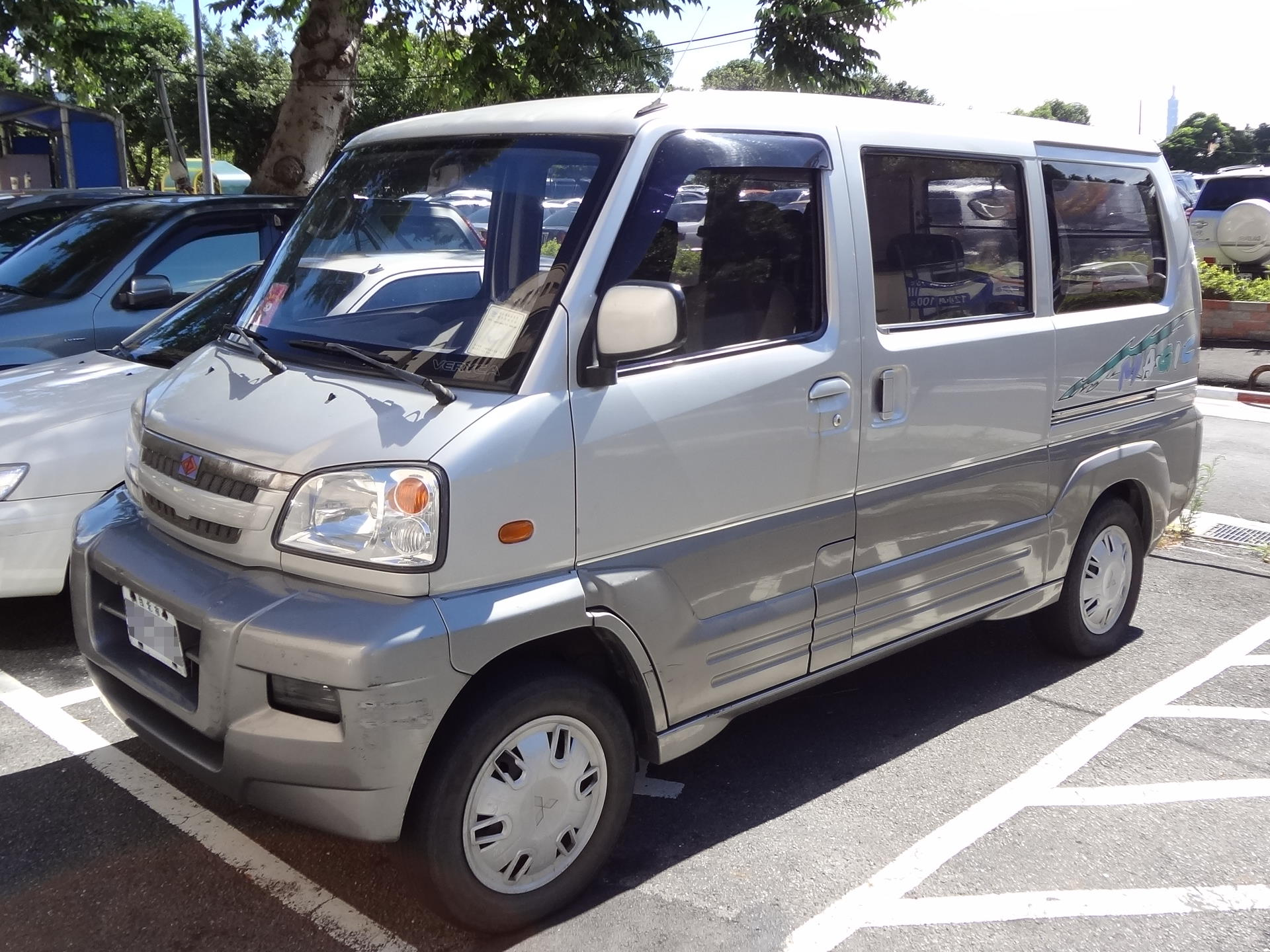
CMC Veryca als Kleinbus

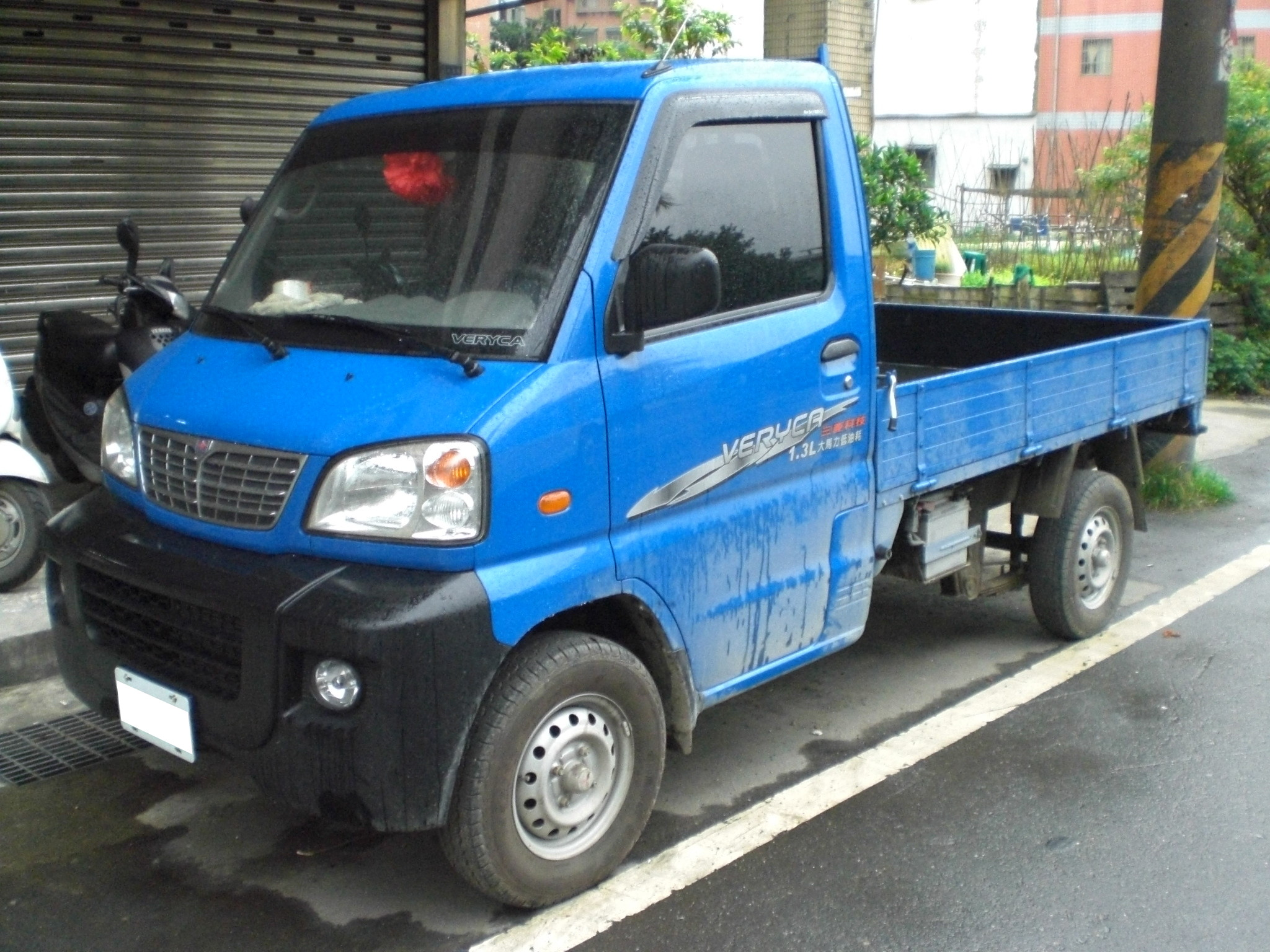
CMC Veryca als Pick-up

China Motor Corporation ist ein Hersteller von Kraftfahrzeugen aus der Republik China (Taiwan).

## Unternehmensgeschichte
Das Unternehmen wurde am 13. Juni 1969 in Taipeh gegründet. 1970 kam es zu einem Vertrag mit Mitsubishi Motors. 1973 begann die Produktion von Nutzfahrzeugen und später auch von Personenkraftwagen. Der Markenname lautet teilweise  CMC. Es besteht eine Verbindung mit South East Motor Corporation aus der Volksrepublik China, die Autos der Marke Soueast herstellen.

## Fahrzeuge
2015 bestand das Angebot aus dem Super Veryca Van als Kleinbus und Kastenwagen, dem Pick-up Super Veryca Pick up sowie dem Van Z 7.
Der Super Veryca Van ist bei einem Radstand von 2610 mm 4135 mm lang, 1560 mm breit und 1960 mm hoch. Ein Vierzylindermotor von Mitsubishi mit 1301 cm³ Hubraum und 85 PS Leistung treibt die Fahrzeuge an.
Der Super Veryca Pick up hat bei gleichem Radstand mit 4170 mm Länge, 1570 mm Breite und 1895 mm Höhe geringfügig andere Maße. Motormäßig gibt es keine Unterschiede.
Der Z 7 ist bei einem Radstand von 2720 mm 4585 mm lang, 1775 mm breit und 1790 mm hoch. Der Vierzylindermotor mit 86,5 mm Bohrung, 100 mm Hub und 2351 cm³ Hubraum leistet 136 PS.